# Болтино (городской округ Мытищи)
Болтино́ — деревня в городском округе Мытищи Московской области России. Расположена на берегу Клязьминского водохранилища, в 10 километрах от МКАД по Осташковскому шоссе.

## Население
| 1852 | 1859 | 1890 | 1899 | 1926 | 2002 | 2010 |
| ---- | ---- | ---- | ---- | ---- | ---- | ---- |
| 268  | ↗355 | ↘247 | ↗374 | ↗471 | ↘156 | ↗203 |

## История

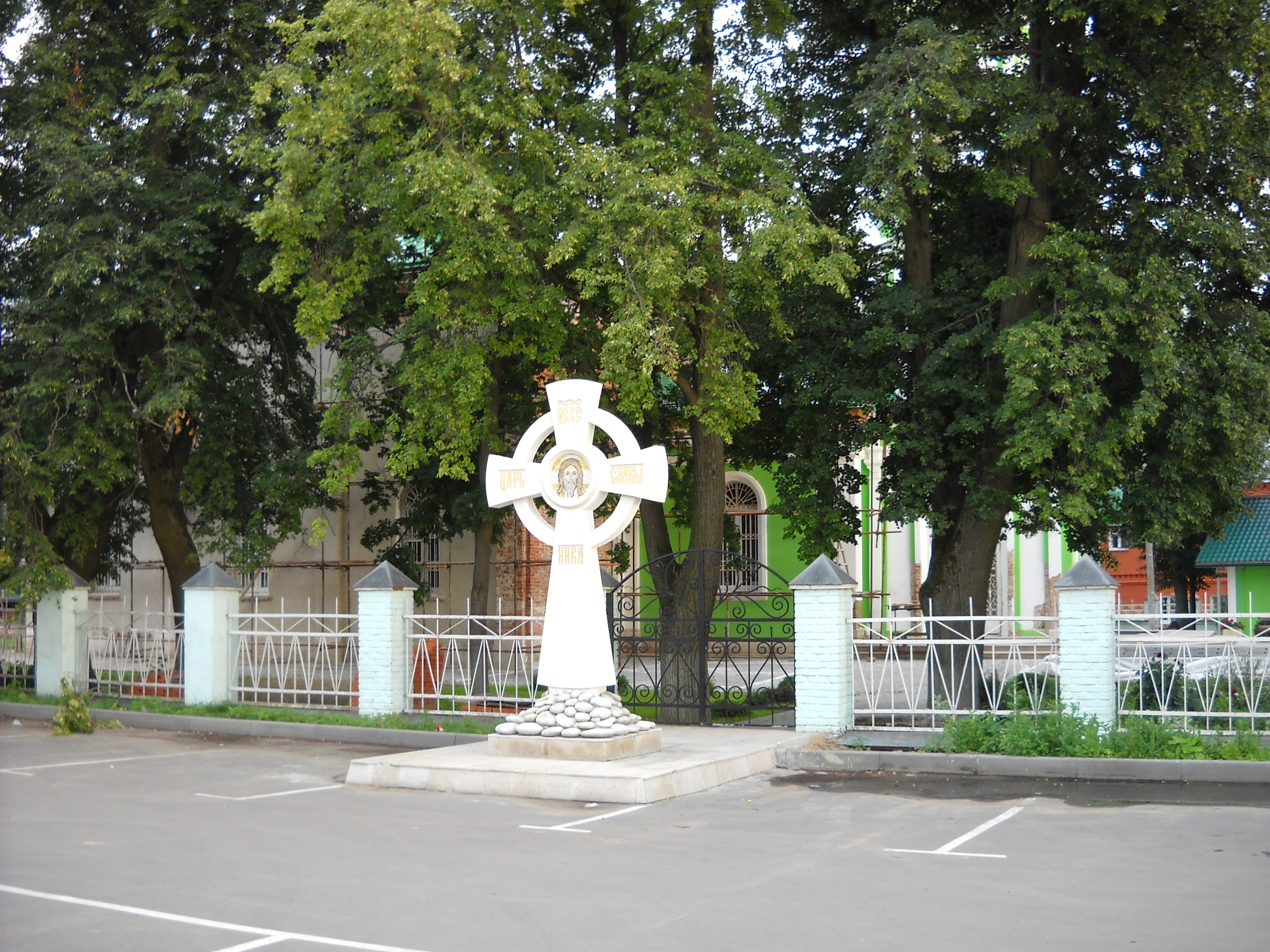
Крест возле церкви

Старинное село Болтино своё название получило от фамилии владельцев — дворян Болтиных. Представители этого рода нередко занимали видные должности при дворе. Так, один из них был слугой Ивана III, другой — воеводой при Иване Грозном, а затем послом в Дании и Польше.

## Перспективы развития
Через деревню пройдёт Мытищинская хорда, открытие которой планируется на IV квартал 2024 года.